# Столинська сотня
Столинська сотня — військово-адміністративна одиниця Чернігівського полку Гетьманщини.

## Історія
Створена після Білоцерківської угоди 1651 р. у складі Ніжинського полку. Як його підрозділ згадана у присяжних списках 1654 р. Вбирала села: Хвастівці, Колчинівку, Мартинівку, Махнівку, Максимівку, Більмачівку, Івангород. Сотенна старшина: Радимирський Леонтій — сотник; Поганяйло Пахом та Василь Юрійович — осавули; Більмачевський Михайло — хорунжий. Ліквідована після 1655 р.
Відновлена гетьманом Дем'яном Многогрішним (колишнім чернігівським полковником) у 1669 р. в складі Чернігівського полку, для його посилення. Виділена зі складу Березненської сотні. Весь час існування — адміністративна одиниця та військовий підрозділ Чернігівського полку. Скасована указом Катерини II про відкриття намісництв і ліквідацію полків та сотень на Лівобережній Україні (Малоросії). Населені пункти сотні включили до Чернігівського намісництва.
Сотенний центр: містечко Стольне (Столин) — нині село Стольне Корюківського району Чернігівської області. Серед козацької старшини сотні найбільш відомою є родина Бобирів.

## Сотники
- Марченко Пилип (1669-1680)
- Басличенко Григорій (1688)
- Романович Сава (1696)
- Марченко Пилип (1697-1698)
- Юхим Гаврилович (1698)
- Юхим Семенович (1705)
- Бобир Роман (1707)
- Селецький Осип Семенович (1709-1725)
- Бобир Іван Романович (1727-1754)
- Бобир Роман Іванович (1754-1769)
- Городиський Іван (1780-1782)